# Bulgan (cidade)
Bulgan (Булган, em mongol) é a capital da província de Bulgan, na Mongólia.